# 1746
| [ Edytuj tabelę ]              | |
| Król Polski                    | - 1733 August III Sas 1763 |
| Współksiążęta Andory           | - 1738 Jordi Curado y Torreblanca 1747 - 1715 Ludwik XV 1774                                                                                            |
| Elektor Bawarii                | - 1745 Maksymilian III Józef 1777 |
| Sułtan Brunei                  | - 1745 Hussin Kamaluddin 1762 |
| Cesarz Chin                    | - 1735 Qianlong 1796 |
| Król Czech                     | - 1743 Maria Teresa 1780 |
| Król Danii                     | - 1730 Chrystian VI 1746 - 1746 Fryderyk V 1766 |
| Dalajlama                      | - 1708 Kelzang Gjaco 1757 |
| Cesarz Etiopii                 | - 1730 Ijasu II 1755 |
| Król Francji                   | - 1715 Ludwik XV 1774 |
| Król Hiszpanii                 | - 1724 Filip V 1746 - 1746 Ferdynand VI 1759 |
| Landgraf Hesji-Kassel          | - 1730 Fryderyk I Heski 1751 |
| Stadhouder Holandii            | - 1702 drugi okres bez stadhoudera 1747 |
| Szach Iranu                    | - 1736 Nadir Szah Afszar 1747 |
| Państwo Wielkich Mogołów       | - 1720 Mohammed Szah 1748 |
| Król Irlandii                  | - 1727 Jerzy II Hanowerski 1760 |
| Cesarz Japonii                 | - 1735 Sakuramachi 1747 |
| Kalif                          | - 1736 Mahmud I 1754 |
| Patriarcha Konstantynopola     | - 1744 Paisjusz II 1748 |
| Władca Korei                   | - 1724 Yŏngjo 1776 |
| Książę Liechtensteinu          | - 1745 Jan Nepomucen Karol 1748 |
| Sułtan Maroka                  | - 1745 Abdullah ibn Ismail 1757 |
| Książę Monako                  | - 1733 Honoriusz III 1793 |
| Król Nawarry                   | - 1710 Ludwik XV 1774 |
| Król Norwegii                  | - 1730 Chrystian VI 1746 - 1746 Fryderyk V 1766 |
| Sułtan Omanu                   | - 1743 Balarab ibn Himjar ibn Sultan 1749 |
| Elektor Palatynatu             | - 1742 Karol IV Teodor 1799 |
| Papież                         | - 1740 Benedykt XIV 1758 |
| Książę Parmy i Piacenzy        | - 1740 Maria Teresa 1748 |
| Król Portugalii                | - 1706 Jan V 1750 |
| Król w Prusach                 | - 1740 Fryderyk II Wielki 1772 |
| Car Rosji                      | - 1741 Elżbieta 1762 |
| Cesarz Rzymski (niemiecki)     | - 1745 Franciszek I Lotaryński 1765 |
| Kapitanowie Regenci San Marino | - 1745 Girolamo Gozi Tommaso Capicchioni 1746 - 1746 Lodovico Belluzzi Marc' Antonio Tassini 1746 - 1746 Filippo Manenti Belluzzi Domenico Bertoni 1747 |
| Elektor Saksonii               | - 1733 Fryderyk August II (król Polski) 1763 |
| Król Sardynii                  | - 1730 Karol Emanuel III 1773 |
| Król Szwecji                   | - 1720 Fryderyk I Heski 1751 |
| Król Tajlandii                 | - 1733 Boromma Kot 1758 |
| Sułtan Turków                  | - 1730 Mahmud I 1754 |
| Doża Wenecji                   | - 1741 Pietro Grimani 1752 |
| Król Węgier                    | - 1740 Maria Teresa 1780 |
| Monarcha Wielkiej Brytanii     | - 1727 Jerzy II 1760 |
| Premier Wielkiej Brytanii      | - 1743 Henry Pelham 1754 |

Rok 1746 / MDCCXLVI
stulecia: XVII wiek ~
XVIII wiek ~
XIX wiek

lata: 1736 «
1741 «
1742 «
1743 «
1744 «
1745 «
1746
» 1747
» 1748
» 1749
» 1750
» 1751
» 1756

## Wydarzenia na świecie
- 17 stycznia – II powstanie jakobickie: zwycięstwo szkockich jakobitów nad armią angielską w bitwie pod Falkirk.
- 16 kwietnia – II powstanie jakobickie: w bitwie pod Culloden armia brytyjska pokonała wojska jakobickie.
- 16 czerwca – wojna o sukcesję austriacką: zwycięstwo armii austriackiej nad wojskami włosko-francuskimi w bitwie pod Piacenzą.
- 29 czerwca – Józef z Leonessy, Fidelis z Sigmaringen i Katarzyna del Ricci zostali kanonizowani przez papieża Benedykta XIV.
- 12 sierpnia – wojna o sukcesję austriacką: bitwa pod Rottofeddo.
- 6 września – wojna o sukcesję austriacką: wojska austriackie zdobyły Genuę.
- 22 października – założono Princeton University (jako College of New Jersey).
- 28 października – około 18 tys. osób zginęło w Limie wskutek podmorskiego trzęsienia ziemi o sile 8,4 stopnia. Pobliskie miasto portowe Callao zostało zniszczone przez tsunami.

## Urodzili się
- 21 stycznia – Tomasz Mikołaj Dubray, francuski duchowny katolicki, męczennik, błogosławiony (zm. 1792)
- 24 stycznia – Gustaw III, król Szwecji (zm. 1792)
- 4 lutego – Tadeusz Kościuszko, generał, polski bohater narodowy (zm. 1817)
- 14 lutego – Aleksander Baranow, rosyjski kupiec, jeden z organizatorów kolonizacji Alaski (zm. 1819)
- 27 lutego – Carl Gottlieb Svarez, niemiecki prawnik, jeden z twórców Landrechtu pruskiego (zm. 1798)
- 3 marca – Izabela z Flemingów Czartoryska, polska działaczka narodowa (zm. 1835)
- 30 marca – Francisco Goya, malarz hiszpański (zm. 1828)
- 9 maja
  - Gaspard Monge, francuski matematyk, fizyk i chemik, twórca geometrii wykreślnej (zm. 1818)
  - Theodore Sedgwick, amerykański prawnik, polityk, senator ze stanu Massachusetts (zm. 1813)
- 16 lipca – Giuseppe Piazzi, włoski astronom (zm. 1826)
- 22 sierpnia - Anna Katharina Schönkopf, Niemka, młodzieńcza miłość Johanna Wolfganga Goethego (zm. 1810)
- 8 września – Michał Dymitr Krajewski, polski pisarz i działacz oświatowy (zm. 1817)
- 20 września – Maurycy Beniowski, podróżnik, żołnierz i awanturnik (zm. 1786)
- 28 września – William Jones, brytyjski prawnik i językoznawca (zm. 1794)
- 1 października - Peter Muhlenberg, amerykański generał major, duchowny protestancki, polityk, senator ze stanu Pensylwania (zm. 1807)
- 6 października – Maria Urszula od św. Bernardyna Bourla, francuska urszulanka, męczennica, błogosławiona katolicka (zm. 1794)
- 20 grudnia - Tomasz Ostaszewski, polski duchowny katolicki, biskup płocki (zm. 1817)

- data dzienna nieznana: 
  - Stanisław Wodzicki, przywódca krakowskiego stronnictwa arystokratycznego (zm. 1843)
  - Augustyn Zhao Rong, pierwszy ksiądz katolicki pochodzenia chińskiego, męczennik, święty (zm. 1815)

## Zmarli
- 14 czerwca – Colin Maclaurin, matematyk szkocki (ur. 1698)
- 22 lipca – Maria Teresa Rafaela Burbon, infantka hiszpańska, delfina Francji jako żona Ludwika Ferdynanda (ur. 1726)
- 6 sierpnia – Chrystian VI Oldenburg, król Danii i Norwegii (ur. 1699)

## Święta ruchome
- Tłusty czwartek: 17 lutego
- Ostatki: 22 lutego
- Popielec: 23 lutego
- Niedziela Palmowa: 3 kwietnia
- Wielki Czwartek: 7 kwietnia
- Wielki Piątek: 8 kwietnia
- Wielka Sobota: 9 kwietnia
- Wielkanoc: 10 kwietnia
- Poniedziałek Wielkanocny: 11 kwietnia
- Wniebowstąpienie Pańskie: 19 maja
- Zesłanie Ducha Świętego: 29 maja
- Boże Ciało: 9 czerwca